# Hyūga (provincia)

Mappa delle province giapponesi con la provincia di Hyuga evidenziata

Hyuga (giapponese:日向国; Hyūga no kuni) fu una provincia del Giappone situata sulla costa orientale del Kyūshū nella zona corrispondente all'odierna prefettura di Miyazaki. Hyuga confinava con le province di Bungo, Higo, Ōsumi e Satsuma.
L'antica capitale si trovava vicino a Saito. Durante il periodo Sengoku l'area venne spesso divisa in un feudo settentrionale intorno al castello di Agata (vicino alla moderna Nobeoka) ed uno meridionale intorno al castello di Obi (vicino alla moderna Nichinan). Il feudo meridionale venne controllato dal clan Shimazu della vicina Satsuma per gran parte del periodo.